# Харсики
Харсики (укр. Харсіки) — село,
Харсикский сельский совет,
Чернухинский район,
Полтавская область,
Украина.

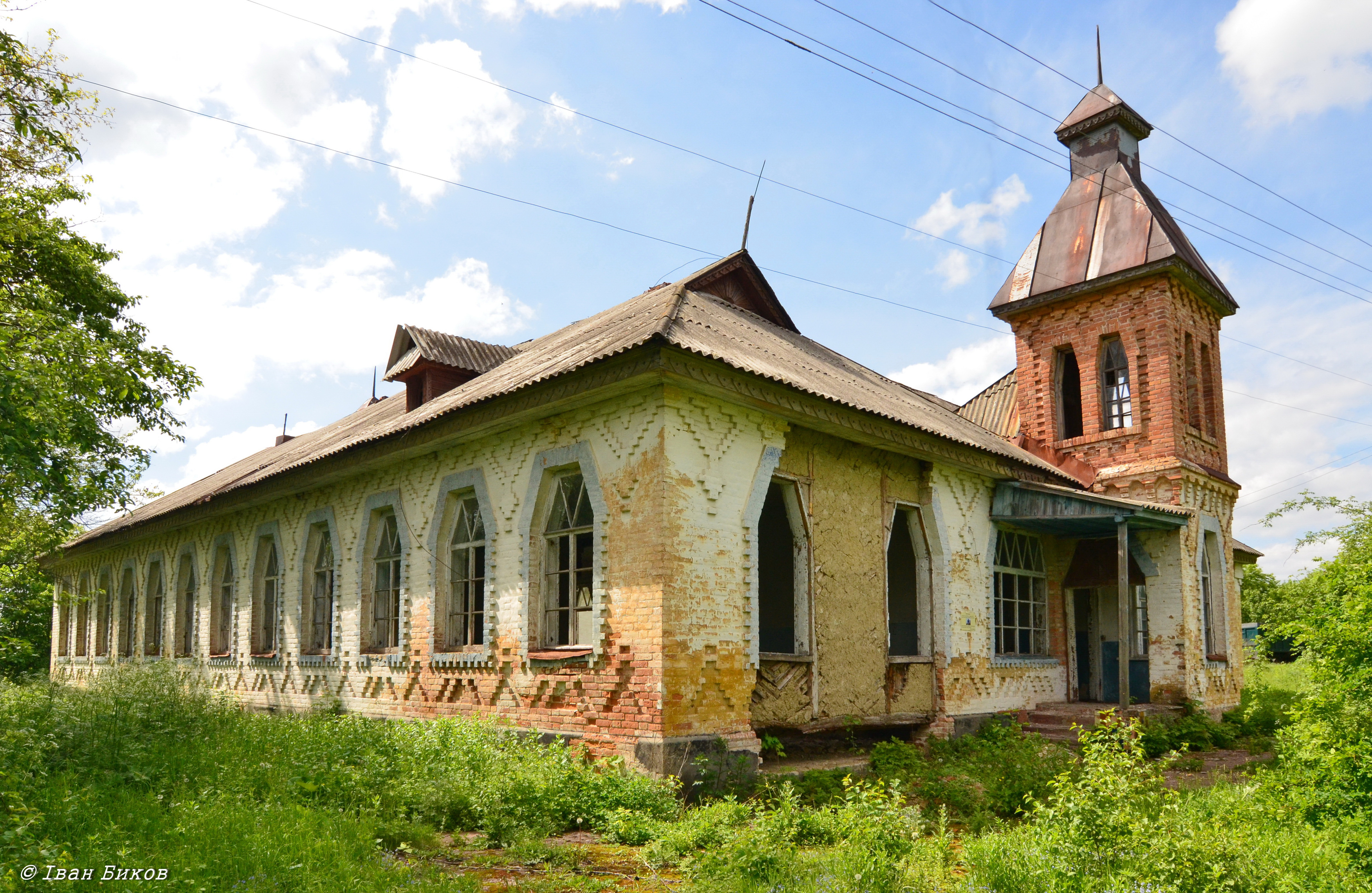
Бывшее здание земской школы. 1913 г. постройки

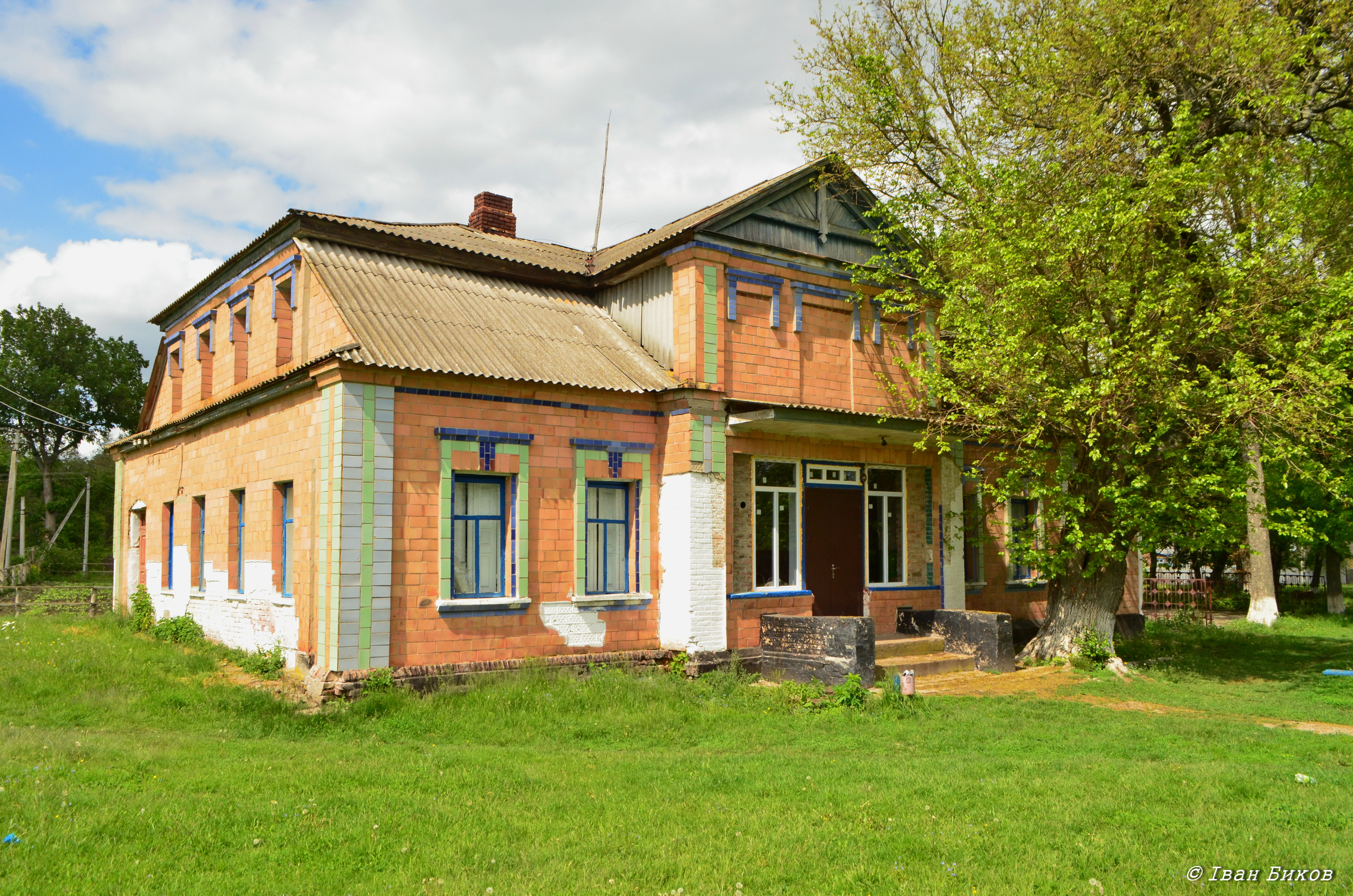
Бывший дом помещика. В настоящее время — Дом культуры и библиотека. Нач. 20 века

Код КОАТУУ — 5325185401. Население по переписи 2001 года составляло 974 человека.
Является административным центром Харсикского сельского совета, в который, кроме того, входят сёла
Бондари и
Нехристовка.

## Географическое положение
Село Харсики находится на левом берегу реки Многа,
выше по течению на расстоянии в 4 км расположено село Луговики,
ниже по течению примыкает пгт Чернухи,
на противоположном берегу — село Кизловка.
По селу протекает пересыхающий ручей с запрудой.
Рядом проходит автомобильная дорога Т-1714. Старожилами села есть упоминание о могилах шведских воинов, на старом кладбище села, что может свидетельствовать о зимовке частей шведской армии Карла XII. Также рядом есть географическое место, именуемое шведским горбом. Существует легенда о золотом коне короля Швеции, который был отлит из золота в форме коня короля и зарыт в том месте.

## История
- 1635 год — первое упоминание как село Харсенки[2].

## Экономика
- ООО «Маяк».
- Чернухинская межколхозная ПМК № 23, КП.
- АФ «Обереги».

## Объекты социальной сферы
- Школа І—ІІ ст.